# Nicolas de La Motte
Nicolas de La Motte (Bar-sur-Aube, 29 de julho de 1755 - Paris, 6 de novembro de 1831), cujo nome real é Mark Anthony Nicolas de La Motte, foi um aventureiro e vigarista francês do século XVIII conhecido por seu envolvimento no Caso do colar de diamantes.

## Biografia
Membro de uma família da pequena nobreza de Champagne, ele era oficial da gendarmaria quando se casou com Jeanne de Valois-Saint-Rémy, em 6 de junho de 1780. Os dois cônjuges recebem os títulos de cortesia de conde e condessa de La Motte-Valois. Obteve o cargo de guarda-costas do conde d'Artois, irmão do rei Luís XVI, graças ao cardeal de Rohan, amante de sua esposa. Ele teve um papel ativo no caso do colar de diamantes, saindo para vendê-los a dois joalheiros ingleses em Londres.
Ele foi acusado e julgado por contumácia pelo Parlamento de Paris, tendo sido condenado à revelia, uma vez que fugiu para a Inglaterra antes de seu julgamento. Seu cúmplice, Marc Rétaux de Villette, testemunhou contra ele e sua esposa em seu julgamento. Nicolas de La Motte, beneficiando-se por um asilo na capital inglesa, só voltou a Paris após a Revolução Francesa e passou a extorquir somas de dinheiro da família de Cardeal de Rohan, sob a ameaça de publicar suas memórias, comprometendo a reputação do cardeal.
A sentença contra Nicolas de La Motte e sua esposa foi revogada pelo governo revolucionário por um detalhe técnico. Ele passou a ocupar vários cargos e posições durante a revolução, em grande parte devido à ajuda do Conde Beugnot. Nicolas de La Motte morreu em 1831, em Paris, com cerca de 76 anos.

## No cinema
O papel de Nicolas de La Motte foi interpretado no cinema por vários atores, a saber:
- Adrien Brody em The Necklace Affair (2001)
- Mike Marshall em Lady Oscar (1978)
- Jean-Jacques Delbo em Si Versailles m'était conté… (1954)
- Michel Salina em L'Affaire du collier de la reine (1946)
- Henry Daniell em Maria Antonieta (1938)
- Fernand Fabre em Le Collier de la reine (1929)